# ミイカ・アンティラ
ミイカ・アンティラ（よりフィンランド語に近い表記ではミーッカ・アンッティラ、Miikka Anttila 1972年9月10日- ）は、フィンランド出身のコ・ドライバー。WRCの最多出走記録保持者であり、ヤリ＝マティ・ラトバラのナビを務めていたことで知られる。

## 経歴
1999年にWRCデビュー。元々、ミッコ・ヒルボネンのナビを務めていたアンティラは、2003年のラリー・ドイチュラントでラトバラと出会う。2006年-2012年までフォードのワークスチームに加入したのちに、2013年から2016年までフォルクスワーゲン、2017年から2019年までトヨタに在籍した。
ラトバラと同様に前人未到の記録を残しており、2018年ツール・ド・コルスにて、WRCのコ・ドライバーの歴代最多出走記録である197戦を達成し、同年ラリー・イタリア・サルディニアで200戦に到達した。
2019年のシーズン終了後ワークスシートを失ったラトバラと袂を分かち、2020年は若手のエリック・ピエタライネンとコンビを組みローカルラリーを中心に参戦する。

## 人物
- 妻と子供二人の四人暮らし。
- リヴァプールFCのファンにサインを求められたことがある[2]。